# Novopavlivka, Tomakivka
Novopavlivka (în ucraineană Новопавлівка) este un sat în comuna Vîvodove din raionul Tomakivka, regiunea Dnipropetrovsk, Ucraina.

## Demografie
Componența lingvistică a localității Novopavlivka
     Ucraineană (80,85%)
     Rusă (19,15%)
Conform recensământului din 2001, majoritatea populației localității Novopavlivka era vorbitoare de ucraineană (80,85%), existând în minoritate și vorbitori de rusă (19,15%).